# América Futebol Clube (Natal)
El América Futebol Clube, más conocido como América de Natal, es un club de fútbol de la ciudad de Natal en el Estado de Rio Grande do Norte, Brasil. Fue fundado el 14 de julio de 1915 y juega en el Campeonato Brasileño de Serie D.

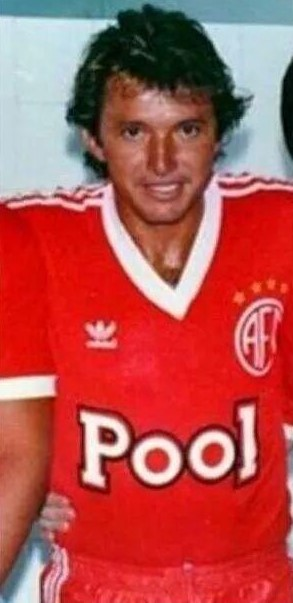
Marinho Chagas con América 1985.

Es uno de los clubes potiguares, que más ha logrado destacarse a nivel nacional, con más participaciones en la Serie A del Campeonato Brasileño, el Ranking Nacional de Clubes de la CBF actualmente lo ubica en la 61ª posición. El América se destaca por ser el primer campeón estadual de 1919 y por ser el único de Rio Grande do Norte en participar en una copa internacional oficial, la extinta Copa Conmebol.

## Entrenadores
- Nelson Sayão (marzo de 1955–marzo de 1956)[8][9]
- Sávio Ferreira (agosto de 1968–septiembre de 1968)[10][11]
- Cezimar Borges (interino- septiembre de 1968-?)[11]
- Pedrinho Rodrigues (octubre de 1980–mayo de 1981)[12][13]
- Octávio César (interino- mayo de 1981)[13]
- Francisco Diá (?–julio de 2011)[14]
- Flávio Araújo (julio de 2011–?)[14]
- Argel Fucks (julio de 2013–agosto de 2013)[15][16]
- Pintado (agosto de 2013–octubre de 2013)[16][17]
- Leandro Sena (octubre de 2013–marzo de 2014)[17][18]
- Oliveira Canindé (marzo de 2014–septiembre de 2014)[18][19]
- Carlos Moura Dourado (interino- septiembre de 2014)[19]
- Marcelo Martelotte (septiembre de 2014–octubre de 2014)[20][21]
- Roberto Fernandes (octubre de 2014–octubre de 2015)[21][22]
- Aluísio Guerreiro (noviembre de 2015–febrero de 2016)[23][24]
- Guilherme Macuglia (febrero de 2016–abril de 2016)[24][25]
- Sérgio China (mayo de 2016–junio de 2016)[26][27]
- Francisco Diá (junio de 2016–?)[28]
- Felipe Surian (noviembre de 2016–marzo de 2017)[29][30]
- Flávio Araújo (marzo de 2017–?)[31]
- Leandro Campos (2017–febrero de 2018)[32][33]
- Pachequinho (febrero de 2018–marzo de 2018)[34][35]
- Luizinho Lopes (septiembre de 2018–febrero de 2019)[36][37]
- Moacir Júnior (febrero de 2019–julio de 2019)[38][39]
- Waguinho Dias (octubre de 2019–febrero de 2020)[40][41]
- Roberto Fernandes (febrero de 2020–septiembre de 2020)[41][42]
- Paulinho Kobayashi (septiembre de 2020–enero de 2021)[42][43]
- Daniel Neri (mayo de 2021–junio de 2021)[44][45]
- Leandro Sena (interino- junio de 2021)[45]
- Renatinho Potiguar (junio de 2021–febrero de 2022)[46][47]
- Leandro Sena (febrero de 2022–abril de 2022)[47][48]
- Edson Vieira (abril de 2022–mayo de 2022)[48][49]
- João Brigatti (mayo de 2022–junio de 2022)[50][51]
- Leandro Sena (junio de 2022–abril de 2023)[51][52][53][54]
- João Paulo (interino- abril de 2023)[54]
- Thiago Carvalho (abril de 2023–julio de 2023)[55][56]
- Dado Cavalcanti (julio de 2023–septiembre de 2023)[56][57]
- Marquinhos Santos (noviembre de 2023–septiembre de 2024)[58][59]
- Leston Júnior (octubre de 2024–presente)[5]

## Palmarés

### Torneos nacionales
- Campeonato Brasileño de Serie D (1): 2022

### Torneos regionales
- Copa do Nordeste (1): 1998
- Taça Norte-Nordeste (1): 1973

### Torneos estaduales
- Campeonato Potiguar (39): 1919, 1920, 1922, 1924, 1926, 1927, 1930, 1931, 1942, 1946, 1948, 1949, 1951, 1952, 1956, 1957, 1967, 1969, 1974, 1975, 1977, 1979, 1980, 1981, 1982, 1987, 1988, 1989, 1991, 1992, 1996, 2002, 2003, 2012, 2015, 2019, 2023, 2024, 2025
- Torneo de Inicio Portiguar (14): 1919, 1929, 1932, 1934, 1948, 1949, 1952, 1953, 1955, 1969, 1971, 1982, 1984, 1991
- Taça Cidade do Natal (11):  1972, 1973, 1974, 1975, 1976, 1977, 1985, 1987, 1988, 1994, 1995
- Copa Cidade do Natal (3): 2014, 2015, 2016
- Copa RN (5): 2006, 2012, 2013, 2019, 2022

### Torneos amistosos
- Torneo RN/PE: 1983.
- Torneo Qualificatório para Série B 1994 - Zonal RN/CE: 1993.
- Torneo Imprensa: 1920 e 1984.
- Torneo Coronel Murad: 1927.
- Torneo Quadrangular do Maranhão: 1950.
- Torneo Fantasmas do Norte: 1950.
- Torneo Municipal do Natal: 1953.
- Torneo Quadrangular do Natal: 1950 e 1958.
- Torneo Qualificatório para Série A 1974 - RN: 1974.
- Torneo Qualificatorio para Série C 1990 - RN: 1990.